# Bitchoua 1
Bitchoua I (ou Bitchwa I, N'Bitchoua) est un village du Cameroun, appartenant à la commune de Bangangté, dans le département du Ndé et la Région de l'Ouest.

## Population
Lors du recensement de 2005, la population de Bitchoua I était de 484 habitants.